# Gabon
Gabon, hivatalos nevén Gaboni Köztársaság (franciául: République gabonaise), egy elnöki köztársaság Közép-Afrika nyugati partján. Az Egyenlítő mentén elhelyezkedő országot északnyugaton Egyenlítői-Guinea, északon Kamerun, keleten és délen a Kongói Köztársaság, nyugaton pedig az Guineai-öböl határolja. Fővárosa és legnagyobb városa Libreville. Egyike a legkevésbé sűrűn lakott országoknak.
1885-ben lett hivatalosan francia gyarmat, Francia Kongó része, ami később Francia Egyenlítői-Afrika gyarmatba olvadt bele. 1960-ban nyerte el függetlenségét Franciaországtól.
Gabon tagja az Afrikai Uniónak, az Egyesült Nemzetek Szervezetének, az Afrikai Fejlesztési Banknak, az OPEC-nek és a Közép-afrikai Országok Gazdasági Közösségének. Gazdasága a kőolajtermelésen és a mangánbányászaton alapszik. Felső-közép jövedelmű országnak számít, a 7. legmagasabb emberi fejlettségi indexe és a 4. legmagasabb egy főre jutó GDP-je vásárlóerő-paritás alapján.

## Nevének eredete
Gabon neve a portugáloktól származik, akik a Komo folyó jellegzetes torkolatát a köpenyhez (portugálul: gabão hasonlították, sőt az ország neve portugálul a mai napig Gabão.

## Földrajz
Legmagasabb pontja az 1575 m magas Mont Iboundji, legnagyobb folyója az Ogoué, amely az Atlanti-óceánba ömlik (vízbőség tekintetében Afrikában az ötödik). Területének 70-80%-át esőerdők borítják, ami az egyik legmagasabb arány a világon.

### Domborzat

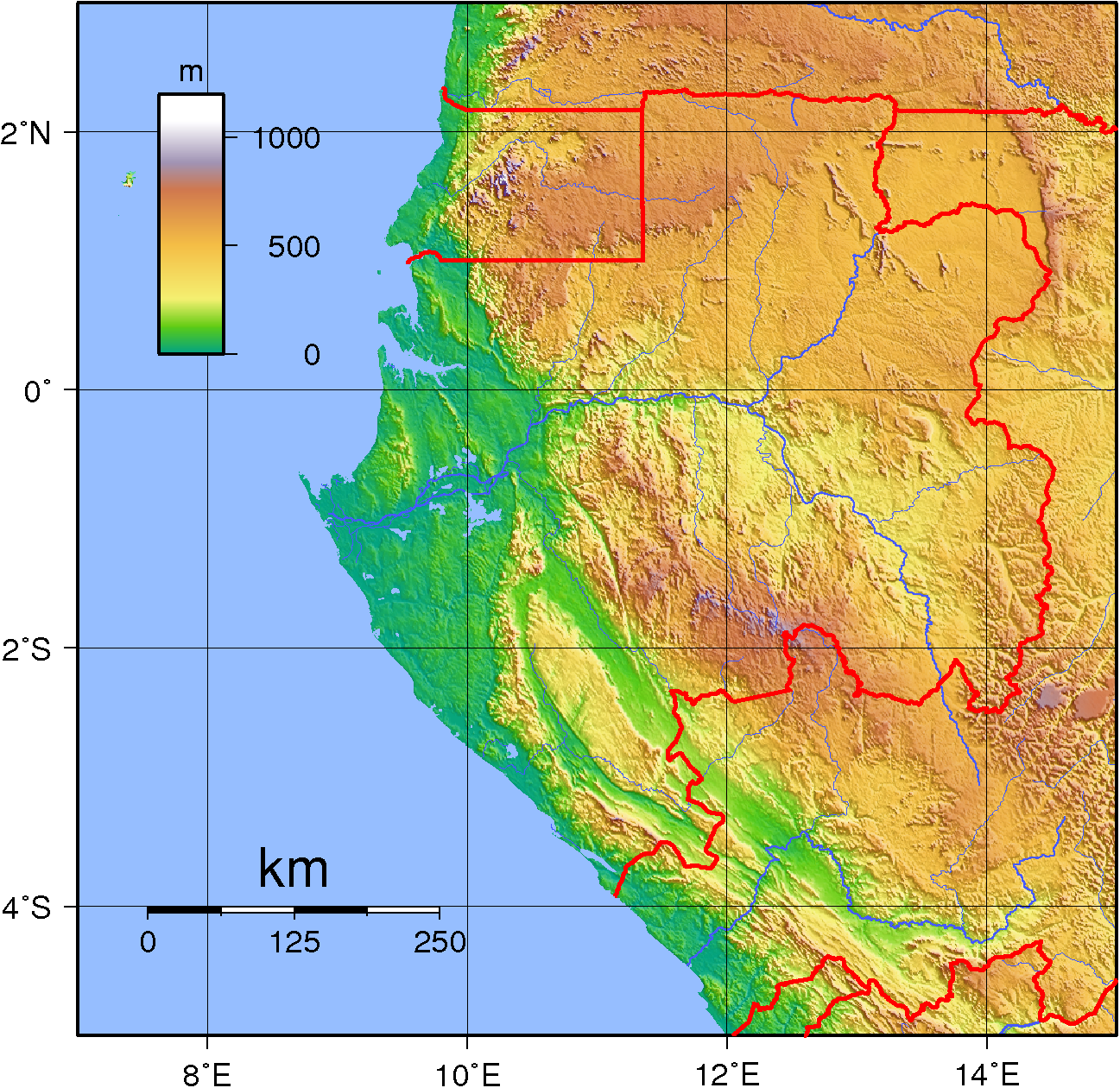
Gabon domborzati térképe

A 100–200 m magas parti síkságból emelkedik ki az ország belső fennsíkja. Legmagasabb pontja: Mont Iboundji (1575 m). Három karsztvidékén több száz barlang alakult ki, sok közülük ma is feltáratlan.

### Vízrajz
Legjelentősebb folyója az Ogooué, 1200 km hosszú. A tengerpartot lagúnák szegélyezik.

### Éghajlat
Az Egyenlítő átszeli az országot. Így éghajlata trópusi.

### Élővilág, természetvédelem
Az ország kb. 74%-át trópusi esőerdő borítja. A keleti határ mentén az éghajlat szárazabb, a növényzet szavanna.

#### Nemzeti parkjai
2002-ben az ország területének 11%-át nemzeti parkká nyilvánították. Igazgatási szempontból 13-at szerveztek. Térkép az elhelyezkedésükről.

#### Természeti világörökségei
2020-ban két világörökségi helyszín van:
- Az Ivindo Nemzeti Park
- A Lopé-Okanda kultúrtáj ökoszisztémája és reliktumai

## Történelem
A legkorábbi lakók a pigmeusok. Őket a bevándorló bantuk majdnem teljesen kiszorították vagy beolvasztották magukba.
A portugálok fedezték fel és kereskedelmi telepeket hoztak létre az ország területén, később holland gyarmattá vált. Pierre Savorgnan de Brazza első útján 1875-ben érkezett a térségbe. Megalapította Libreville várost és később ő lett a francia gyarmati kormányzó. Amikor 1885-ben Franciaország hivatalosan bekebelezte ezt a területet, különböző bantu csoportok éltek ott.
1910-ben Gabon Francia Egyenlítői-Afrika négy területének egyike lett. Ez így maradt 1959-ig. Függetlenné 1960. augusztus 17-én vált a terület. Gabon első elnöke – Léon M'ba – 1961-67 között irányította a közép-afrikai államot; '67-es halála után az alelnök Omar Bongo Ondimba időszaka következett. A függetlenné válást követően mintegy három évtizedig autokratikus diktatúra volt az országban, majd az 1990-es évek elején az új alkotmány a demokratikus normákhoz igazította a választási eljárást. Ez utóbbi azonban nem befolyásolta Omar Bongo teljhatalmát: Bongo több mint 41 évig volt Gabon elnöke 2009. júniusban bekövetkezett haláláig.

## Politika és közigazgatás
Gabon elnöki rendszerű köztársaság. Két kamarás törvényhozás működik, a Nemzetgyűléssel és a Szenátussal. Az Országgyűlésnek 120 képviselője van, akiket 5 évre választanak meg.
A Freedom House 2022-es jelentése Gabont a »nem szabad« országok közé sorolta. 
Bár az országban többpárti választásokat tartanak, Ali Bongo Ondimba elnök az elnyomás révén megőrzi politikai befolyását. 
A végrehajtó hatalommal rendelkező elnököt népszavazás útján választják meg hét évre. Az elnök tetszés szerint jelöli és mentheti fel a miniszterelnököt.
Az ország választási törvényei és keretei nem biztosítják a hiteles választásokat. A Gaboni Demokrata Párt (PDG) az 1960-as évek óta monopolizálta a végrehajtó hatalmat, és nincs reális lehetőség arra, hogy az ellenzék választások útján hatalomra jusson.
2021-es választásokon Bongo elnök Gaboni Demokrata Pártja (PDG) 45-öt szerzett a szenátus 52 helyéből.
A végrehajtó hatalom ellenőrzi az igazságszolgáltatást is, a bíróságok az elnöknek vannak alárendelve.

### Emberi jogok
Jelentős problémák közé tartozik a bevándorlók diszkriminációja, a kisebbségi csoportok marginalizálódása, valamint a nők jogi és de facto egyenlőtlensége. Gyakori a munkahelyi szexuális zaklatás, amit a törvény nem tilt.
Bár nincsenek törvények, amelyek korlátozzák a belső utazást, de a rendőrség gyakran figyeli az utazókat az ellenőrző pontokon, és kenőpénzt követel. A házas nőknek, akik útlevelet szeretnének szerezni vagy külföldre szeretnének utazni, férjük engedélyével kell rendelkezniük.
A sajtószabadságot ugyan a törvény garantálja, de a gyakorlatban korlátozva van. A kormányt kritizáló egyéneket rendszeresen őrizetbe veszik. A gyülekezési szabadság ugyancsak korlátozott.
A vallásszabadságot az alkotmány rögzíti, és általánosságban tiszteletben tartják, egyes heterodox vallási csoportok viszont nehezen tudják megszerezni az állami regisztrációt.
A kínzást az alkotmány ugyan tiltja, de a fogvatartottak fizikai bántalmazással szembesülnek.

### Közigazgatási beosztás
Gabont közigazgatási területi felosztásának két szintje van, területi szinten a legnagyobb egység a tartomány, amelynek az alegysége a megye. Az ország területe 9 tartományra van beosztva, amelyek további 50 megyére van felosztva.

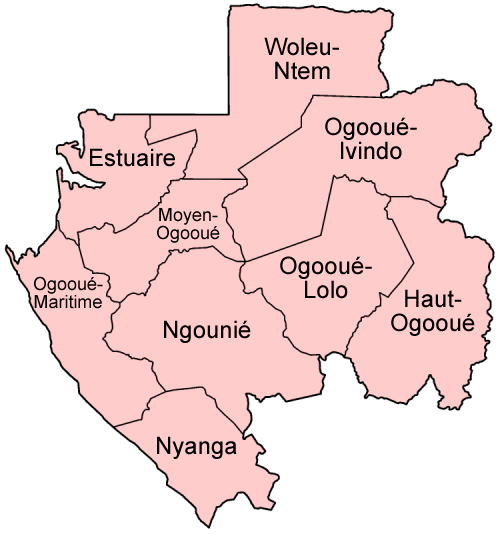
Gabon tartományai

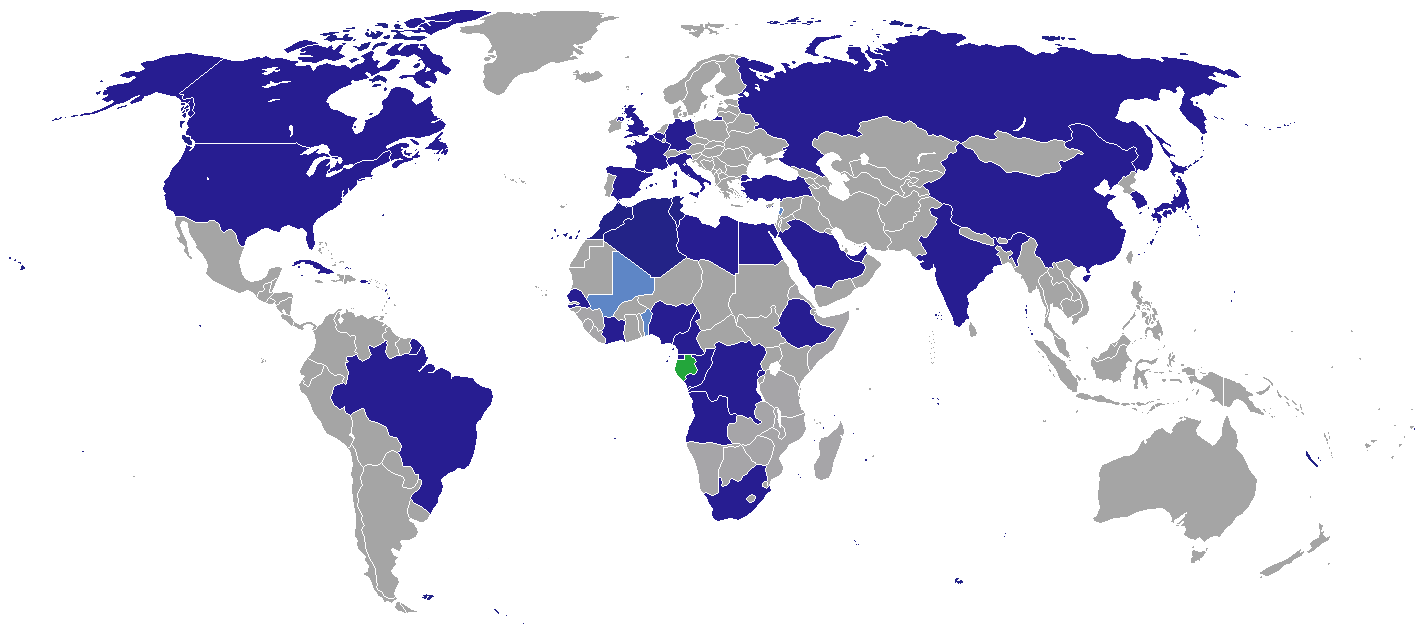
Gabon diplomáciai külképviseletei

| Tartomány       | Főváros     | Népesség (fő) | Terület (km) |
| --------------- | ----------- | ------------- | ------------ |
| Estuaire        | Libreville  | 895 689       | 20 740       |
| Haut-Ogooué     | Franceville | 250 799       | 36 547       |
| Moyen-Ogooué    | Lambaréné   | 69 287        | 18 535       |
| Ngounié         | Mouila      | 100 838       | 37 750       |
| Nyanga          | Tchibanga   | 52 854        | 21 285       |
| Ogooué-Ivindo   | Makokou     | 63 293        | 46 075       |
| Ogooué-Lolo     | Koulamoutou | 65 771        | 25 380       |
| Ogooué-Maritime | Port-Gentil | 157 562       | 22 890       |
| Woleu-Ntem      | Oyem        | 154 986       | 38 465       |

## Népesség
A hivatalos nyelve a francia, de a legbeszéltebb nyelvek a bantu nyelvekhez tartozó fang, sira és mbere. A lakosság többségét alkotó négy főbb etnikum a fangok, a sirák, a punuk és a teke.

### Általános adatok
Népessége az ország területéhez mérve alacsony, a lakosság létszáma 2,2 millió (2020-as becslés).
- Népsűrűség: 4,5 fő/km²
- Népességnövekedési ráta: 2,5% [mikor?]
- A várható átlagos élettartam 69 év (férfiak: 67 év, nők: 71 év)
- Csecsemőhalandósági ráta: 30,4 / 1000 születés [mikor?]

### Népességének változása
| Lakosok száma | 498 823 | 541 895 | 611 990 | 692 535 | 804 319 | 972 539 | 1 137 412 | 1 315 820 | 1 519 155 | 2 300 000 |
|               | 1960    | 1966    | 1972    | 1978    | 1984    | 1991    | 1997      | 2003      | 2009      | 2023      |

### Legnépesebb települések
Jelentősebb városok: Libreville, továbbá Port-Gentil, Franceville.

### Etnikai, nyelvi megoszlás
Népek: bantu 98% (35,5% mpongwe, 15% mbete, 14% punu és 11,5% fang), egyéb 2%. Valójában, a legújabb adatok szerint a legnagyobb etnikai csoport a fang, 36%-kal. Őket követi a mpongve törzs 15, míg a mbete 14%-os aránnyal. Punu 12%, ezenkívül még 40 féle bantu törzs él az országban, arányuk 23%.
Hivatalos nyelv a francia, emellett különféle bantu nyelveket is használnak, valamint egyre erősebb az érdeklődés az országban a spanyol nyelv iránt is, mivel a szomszédos Egyenlítői-Guineának ez a fő nyelve.

### Vallás
2015 táján a lakosság megközelítőleg 79%-a keresztény (zöme katolikus); 10%-a az iszlám híve (főleg szunnita); a maradék egyéb vallású.

## Gazdaság

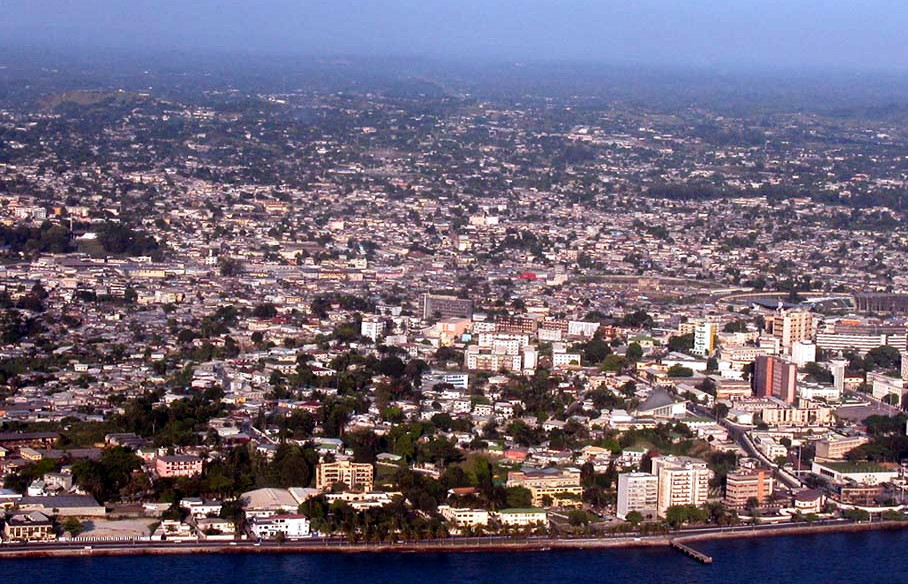
A főváros, Libreville egy képe

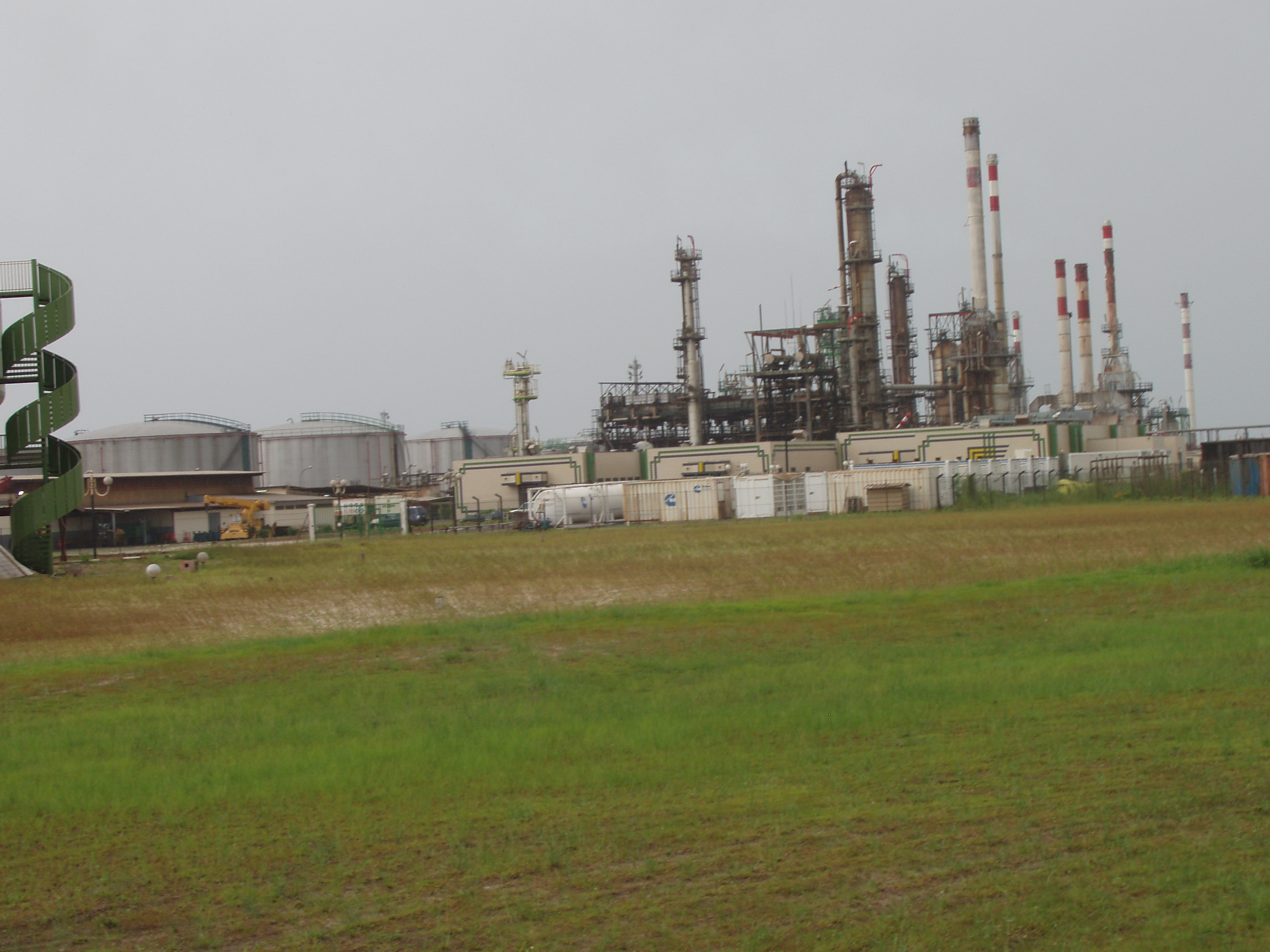
Kőolajfinomító, Port-Gentil

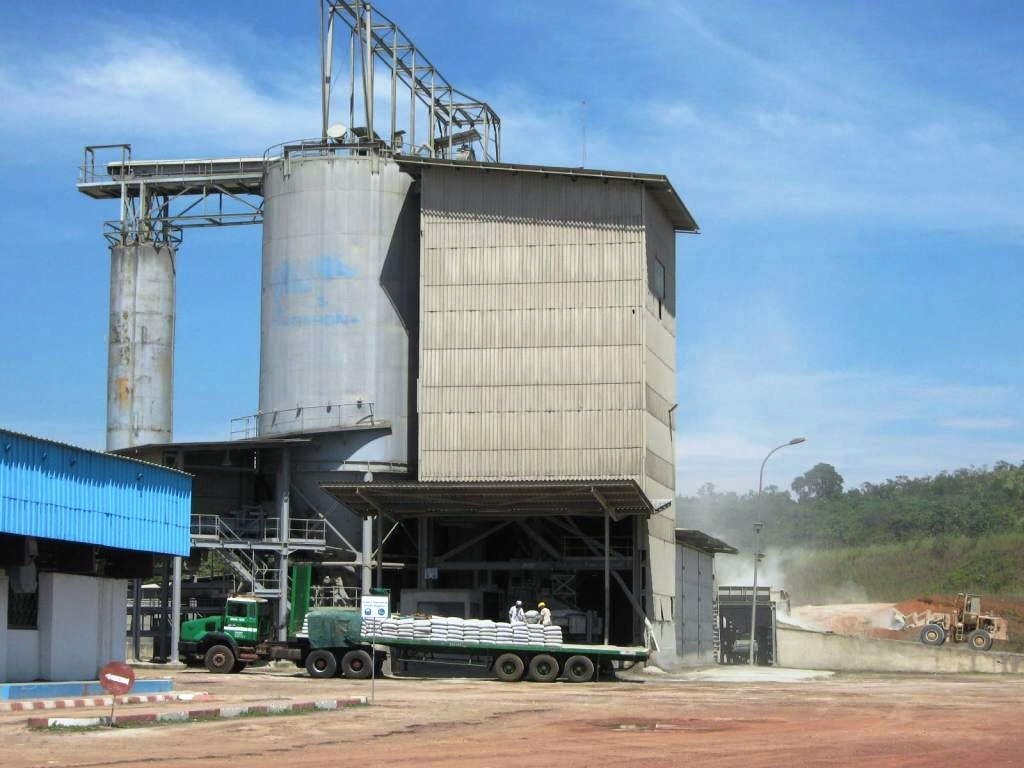
Cementgyár egy része, Ntoum

Gabon egy főre jutó jövedelme többszöröse a legtöbb fekete-afrikai országénak, de a nagy jövedelmi egyenlőtlenségek miatt a lakosság nagy része továbbra is szegény. Gabon fa- és mangánexportra támaszkodott, amíg az 1970-es évek elején fel nem fedezték a tengeri kőolajat. A 2010-es évek első felében Gabon exportjának körülbelül 80%-át, GDP-jének 45%-át és állami bevételeinek 60%-át az olaj adta.
Az ország bányászata a függetlenné válás után kezdett rohamosan fejlődni: mangán-, vas- és uránérc bányászat. A francia atomipar legjelentősebb nyersanyagellátója. Az esőerdőit főként külföldi kereskedők vásárolják fel és aknázzák ki.
Súlyosan eladósodott ország, a külső adósságállománya több mint 3,5 milliárd amerikai dollár.[mikor?]
2020 táján is gyakori az áramszünet és a vízhiány.

#### Mezőgazdaság
Növénytermesztés: manióka, édesburgonya, banán, cukornád, zöldség, földimogyoró, kakaó, kukorica, kávé, kaucsukfa, olajpálma, borsó. Állattenyésztés: juh, kecske, sertés, szarvasmarha, baromfi. Fakitermelés: khaya, iroko, ében, teak, okumé. Jelentős a halászat.

#### Ipar
Főbb ágazatok: kőolajkitermelés és finomítás; bányászat, hajójavítás, élelmiszer- és textilipar, faipar, cementgyártás.

#### Kereskedelem

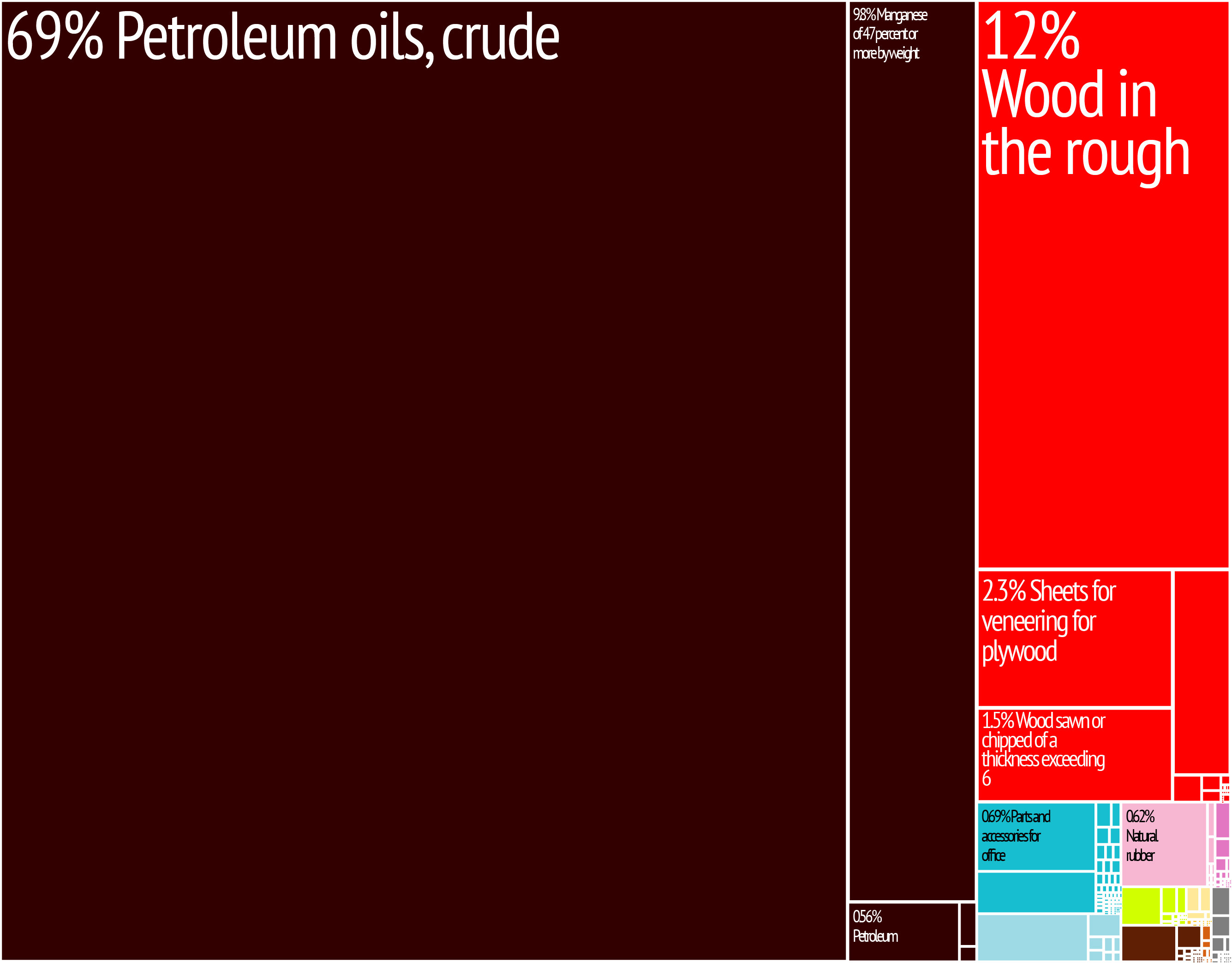
Gabon exportjának megoszlása

- Exporttermékek: kőolaj, fa, mangánérc, uránérc.
- Importtermékek: műszaki felszerelések és alkatrészek, élelmiszeripari és vegyipari termékek, építőanyagok.

Főbb kereskedelmi partnerek 2019-ben: 
- Import:  Franciaország 22%,  Kína 17%, Belgium 6%, Egyesült Államok 6%, Egyesült Arab Emírségek 5%
- Export:  Kína 63%, Szingapúr 5%

## Közlekedés

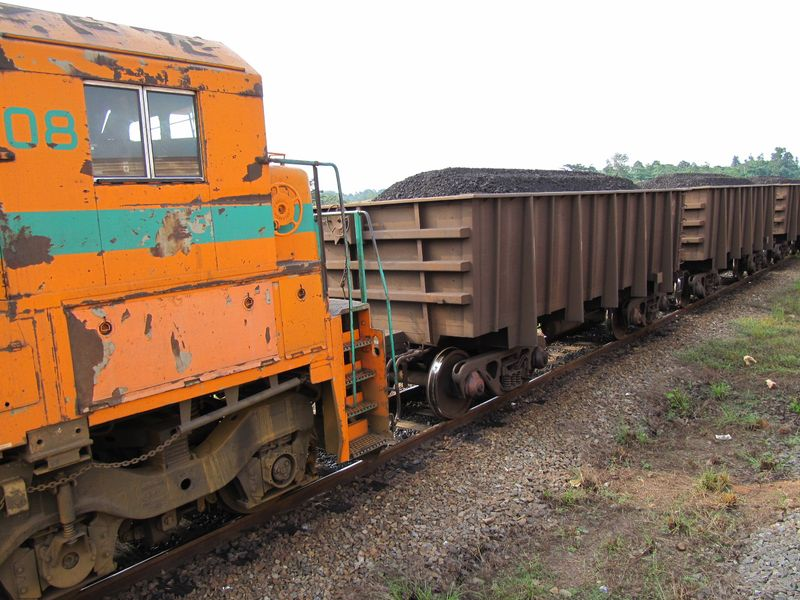
Teherszállító vonat

- Közutak hossza: 8454 km
- Vasútvonalak hossza: 649 km
- Repülőterek száma: 10
- Kikötők száma: 7

### Vasút

Gabon vasúti térképe

Gabon vasúti közlekedése egyetlen vonalból, a transzgaboni vasútvonalból áll, amely 669 km hosszan vezet nyugati-keleti irányban a Libreville melletti Owendo kikötővárosából egészen Franceville-ig. A A vasútvonalon személy- és teherszállítás is üzemel. 1999-ben lett privatizálva az állami vasúti cég, a vasútvonal fenntartását a COMILOG mangánbányászati cég vette át.

### Légi
- Léon-Mba nemzetközi repülőtér

## Telekommunikáció
| Hívójel prefix | TR     |
| ITU zóna       | 52, 47 |
| CQ zóna        | 36     |

## Kultúra

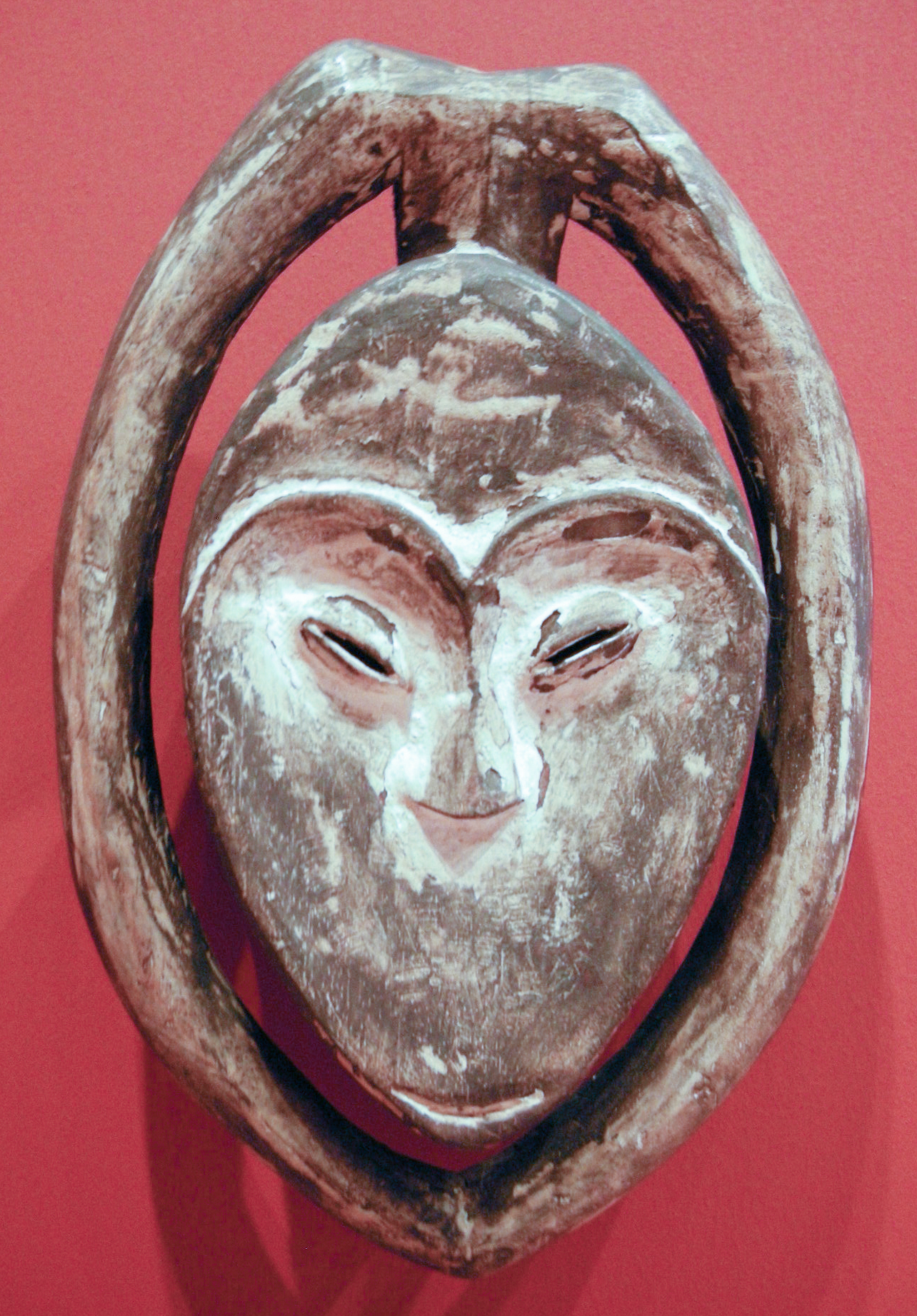
Rituális törzsi maszk

Az ország kultúrája mélyen a francia gyarmati örökségben gyökerezik.

### Oktatási rendszer
- Írástudás:  84,7% [mikor?]
- Iskolakötelezettség: 6 év
- Felsőoktatás: 2 egyetem

### Kulturális intézmények
Ezek többnyire Libreville-ben találhatók.
- Centre Culturel Francais – francia kulturális intézet
- Musée des Arts et Traditions – Művészeti és népművészeti múzeum

### Gasztronómia
A helyi gasztronómiát jelentős francia hatás érte és a nagyobb városokban elérhetőek a francia ételspecialitások. Vidéken a legfőbb élelmiszert a jamgyökér, tápióka és rizs jelenti. A hús a tehetősebbek étele. A leggyakoribb húsok a hal vagy a baromfi, illetve az afrikai vadhúsok, mint az antilopé, vaddisznóé és majomé. A leggyakoribb gyümölcsök a banán, papaya, guáva, mangó, ananász, kókuszdió, avokádó és földimogyoró. A zöldség- és gabonafélék közül a meghatározók a kukorica, paradicsom, főzőbanán és padlizsán.

## Turizmus
Katonai létesítmények, repülőterek, középületek és stratégiai jelentőségű létesítmények fotózása tilos.
A homoszexualitás Gabonban legális, de tabu témaként kezelik. A népesség nagyobb része provokatívnak és a társadalmi konvenciók megsértésének tartja.
Javasolt oltások Gabonba utazóknak:
- Hastífusz
- Hepatitis A (Az egész országban nagy a fertőzésveszély)
- Hepatitis B (Az egész országban nagy a fertőzésveszély)

Malária ellen tabletta van. (Nagy a kockázata a fertőzésnek).
Javasolt oltás bizonyos területekre utazóknak:
- Veszettség

Kötelező oltás, nemzetközi oltási igazolvány szükséges:
- Sárgaláz

## Sport
Gabon első olimpiai érmét Anthony Obame taekwan-do bajnok szerezte Londonban, aki a WTF (Nemzetközi Taekwando Szövetség ) világranglistájának első helyén állva a 87 kg feletti súlycsoportban 2013-ban világbajnokságot is nyert.
- Bővebben: Gabon az olimpiai játékokon

A Gaboni labdarúgó-válogatott eddig még nem jutott ki a világbajnokságra, de kisebb versenyeken többször is állt dobogón.
- Eredmények:
  - UNIFAC upa
    - Aranyérem: 1999

  - UDEAC-kupa:
    - Aranyérem: 1985, 1988
    - Ezüstérem: 1989

Az ország 2012-ben az Egyenlítői-Guineával közösen rendezte a 2012-es afrikai nemzetek kupáját. A tornát Zambia nemzeti válogatottja nyerte, akik a 0-0-s rendes játékidő után 11-es párbajban 8-7-re múlták felül az elefántcsontpartiak csapatát. A bronzmérkőzést Mali csapata nyerte, akik ghánai labdarúgókat győzték le 2-0-ra.

## Ünnepek
| Dátum         | Elnevezés                  | Helyi név                      | Megjegyzés                                         |
| ------------- | -------------------------- | ------------------------------ | -------------------------------------------------- |
| Január 1.     | Újév                       | Jour de l'An                   |                                                    |
| Mozgóünnep    | Húsvéthétfő                | Lundi de Pâques                |                                                    |
| Április 17.   | Női jogok napja            | Journée des droits de la femme |                                                    |
| Május 1.      | A munka ünnepe             | Fête du Travail                |                                                    |
| Mozgóünnep    | Mennybemenetel             | Ascension                      |                                                    |
| Mozgóünnep    | Pünkösdhétfő               | Lundi de Pentecôte             |                                                    |
| Mozgóünnep    | A böjt megtörésének ünnepe | Fête de fin du Ramadan         |                                                    |
| Mozgóünnep    | Áldozati ünnep             | Fête du sacrifice              |                                                    |
| Augusztus 15. | Mária mennybevétele        | Assomption de Marie            |                                                    |
| Augusztus 16. | Függetlenség napja         | Jour de l'indépendance         | Az ország 1960-ban elnyert függetlenségének ünnepe |
| Augusztus 17. | Függetlenség napja         | Jour de l'indépendance         | Az ország 1960-ban elnyert függetlenségének ünnepe |
| November 1.   | Mindenszentek              | Toussaint                      |                                                    |
| December 25.  | Karácsony                  | Noël                           |                                                    |